# Operazioni di Manassas Station
Per operazioni di Manassas Station si intendono una serie di azioni militari a Bristoe Station, Kettle Run, Bull Run Bridge e Union Mills condotte dall'esercito confederato guidato dal maggiore generale "Stonewall" Jackson durante la Campagna della Virginia settentrionale della guerra di secessione americana.

## Contesto
Nell'agosto 1862 il generale confederato Robert E. Lee cercò di tagliare le linee di rifornimento e di comunicazione dell'Armata della Virginia di John Pope ma, a seguito della prima battaglia di Rappahannock Station si trovò in una situazione di stallo. Lee ordinò dunque all'ala sinistra della sua armata, comandata da Jackson, di attraversare il Thoroughfare Gap e di aggirare il fianco destro delle forze di Pope distruggendo la ferrovia tra Orange e Alexandria. Un'altra unità confederata, comandata da James Longstreet avrebbe continuato ad impegnare i nordisti lungo il fiume Rappahannock e avrebbe raggiunto Jackson dopo 36 ore.
Il 25 agosto alle tre del mattino Jackson partì. Verso le nove venne avvistato dai nordisti ma Pope pensò che stesse marciando verso la Valle dello Shenandoah.

## Operazioni a Manassas Station
Jackson raggiunse Bristoe Station e la ferrovia tra Orange e Alexandria il pomeriggio del 26 agosto. Qui le sue truppe distrussero due treni e sabotarono alcuni chilometri di linea ferroviaria. Jackson ordinò poi alla brigata di Isaac R. Trimble di saccheggiare un deposito di rifornimento pochi chilometri più a nord-est. Trimble marciò durante la notte e riuscì a cogliere di sorpresa il piccolo contingente nordista a difesa del deposito facendo oltre 300 prigionieri e perdendo solo quattro uomini.
Non appena Pope venne a conoscenza dell'operazione confederata lanciò alcune colonne contro le forze di Jackson per circondarlo. Nel frattempo però Jackson aveva lasciato la divisione di Richard Stoddert Ewell a Bristoe's Station per vigilare su eventuali movimenti di truppe nordiste e ordinò alle divisioni di Ambrose Powell Hill e di William Booth Taliaferro di andare a rinforzo della brigata di Trimble.
Hill arrivò a Manassas Junction giusto in tempo per aiutare Trimble a respingere l'attacco del 2º reggimento di artiglieria pesante di New York.
Nel frattempo, più ad ovest, Ewell – che aveva dispiegato i suoi uomini lungo il Kettle Run per proteggere la retroguardia di Jackson – si scontrò con le truppe nordiste guidate da Joseph Hooker. Poco qualche ora di combattimenti Ewell ricevette l'ordine di ritirarsi verso Manassas Junction.

## Conseguenza
Non sapendo che Pope era nei paraggi, Jackson decise di muovere verso nord per ricongiungersi a Longstreet oppure per ritirarsi ancor più a nord a seconda delle circostanze. Jackson ordinò dunque ai suoi di distruggere i rifornimenti che non sarebbero stati in grado di trasportare e iniziò ad avanzare.
Pope, sapendo che Longstreet si stava spostando verso nord attraverso il Thoroughfare Gap, ordinò ai suoi uomini di marciare su Manassas credendo di poter sconfiggere Jackson prima dell'arrivo di Longstreet.